# Arville (Loir-et-Cher)
Arville település Franciaországban, Loir-et-Cher megyében. Lakosainak száma 94 fő (2018. január 1.). Arville La Fontenelle, Le Gault-du-Perche, Oigny és Saint-Agil községekkel határos.

## Népesség
A település népességének változása:
| Lakosok száma | 228  | 178  | 152  | 122  | 108  | 91   | 73   | 80   | 100  | 94   |
|               | 1968 | 1975 | 1982 | 1990 | 1999 | 2011 | 2013 | 2015 | 2017 | 2018 |